# Operacja Świt w Zatoce Adeńskiej
Operacja Świt w Zatoce Adeńskiej (ang. Operation Dawn of Gulf of Aden) – operacja morska przeprowadzona przez Marynarkę Wojenną Korei Południowej przeciwko somalijskim piratom na Morzu Arabskim na początku 2011 roku. Operacja była odpowiedzią na uprowadzenie południowokoreańskiego chemikaliowca MV „Samho Jewelry” przez piratów. Rząd Republiki Korei zdecydował się wysłać w rejon Morza Arabskiego niszczyciel DDH 981 wraz z zaokrętowanymi nań komandosami Brygady Walki Specjalnej Marynarki Wojennej Republiki Korei w celu odbicia statku z rąk piratów i uratowania zakładników. Po kilku dniach tropienia uprowadzonego MV „Samho Jewelry” doszło do pierwszego starcia, w którym zostało rannych trzech komandosów i zabitych bądź rannych czterech piratów, marynarze RK wycofali się. Po pewnym czasie wykorzystując zaangażowanie Afrykańczyków w inne działania, komandosi uderzyli po raz drugi. Tym razem skutecznie dokonali abordażu na pokład porwanego statku 21 stycznia 2011 i odbili zakładników zabijając i chwytając afrykańskich rozbójników.

## Tło wydarzeń
15 stycznia 2011 południowokoreański chemikaliowiec MV „Samho Jewelry” płynął przez Morze Arabskie ze Zjednoczonych Emiratów Arabskich na Sri Lankę, gdy został napadnięty przez grupę piratów somalijskich ok. 350 mil morskich (650 km) na południowy wschód od omańskiego portu Maskat. Kapitan żeglugi wielkiej Seok Hae-gyun na chemikaliowcu, zmienił kurs tak by utrzymać się na wodach międzynarodowych tak długo jak to tylko było możliwe. Piraci ostatecznie zajęli statek i zaczęli używać go jako bazy do ataków na inne statki. Operator jednostki z Republiki Korei, Samho Shipping Company, narażony został na ogromne koszty, gdyż był zobowiązany do płacenia norweskiemu przedsiębiorstwu, nawet wówczas, gdy statek znajdował się w rękach piratów. Na wodach Morza Arabskiego nie przebywały żadne okręty marynarki norweskiej, przez co nie można było przeprowadzić żadnej operacji. W rękach somalijskich piratów znalazło się łącznie 21 członków załogi, ośmiu obywateli Republiki Korei, jedenastu Birmy oraz dwóch Indonezji.

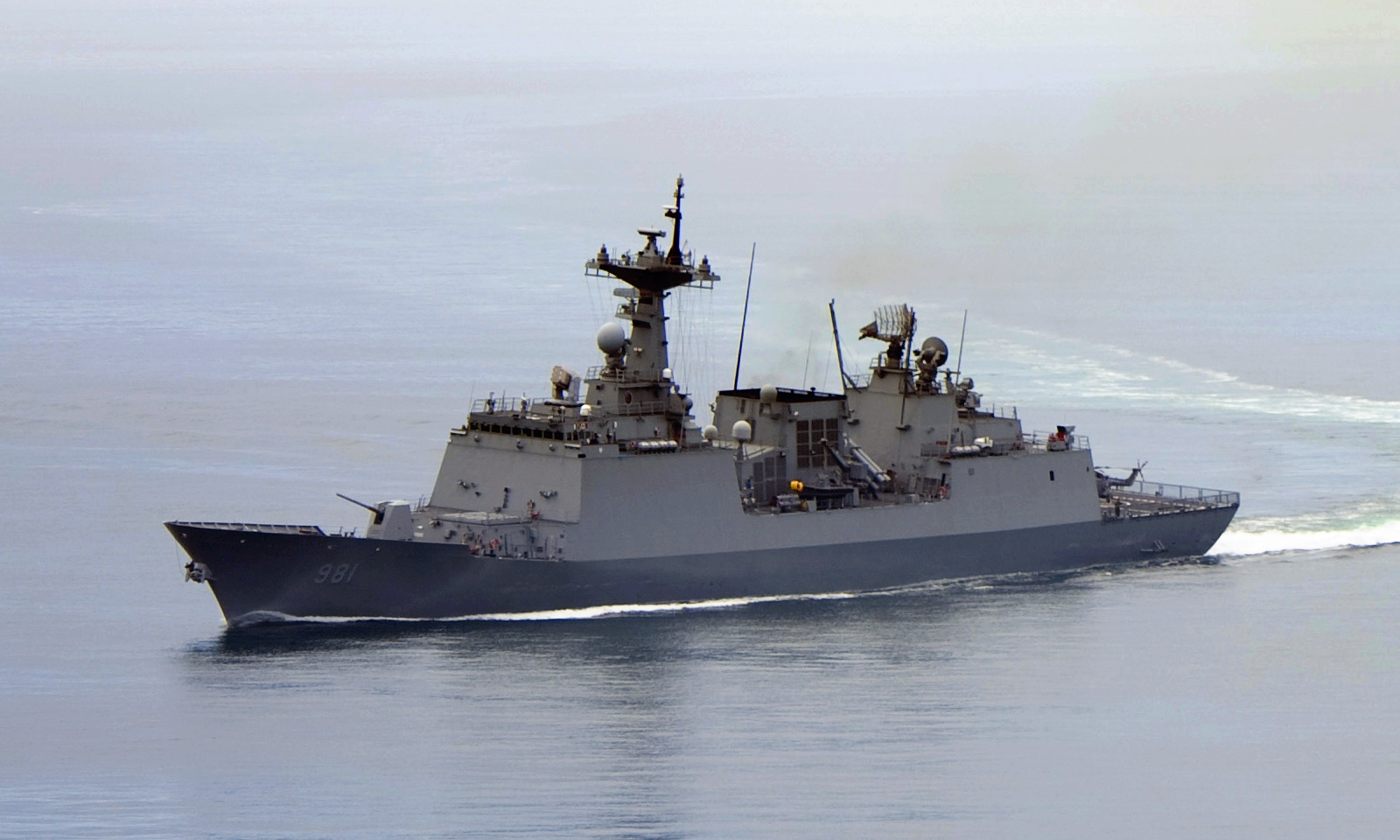
„Choi Yeong” (DDH-981)

16 stycznia Prezydent Republiki Korei Lee Myung-bak wydał polecenie, by „kompleksowo zająć się” sprawą kryzysu. Niszczyciel typu Chungmugong Yi Sun-shin, DDH-981 „Choi Yeong”, został wysłany w rejon Morza Adeńskiego pod dowództwem daeryeong Cho Young-joo, jako część składowa antypirackiej jednostki wojskowej Cheonghae. Na pokładzie Okrętu Republiki Korei „Choi Yeong” było zaokrętowanych 30 komandosów morskich, którzy mieli do wykorzystania kilka małych łodzi oraz śmigłowiec MW RK Westland Super Lynx. Ponadto w rejonie działań niszczyciela, Okrętu Republiki Korei „Choi Yeong” znalazły się wspierające działania okręty USA i Omanu. Według szacunków na pokładzie uprowadzonej jednostki znajdowało się od 17 do 20 piratów uzbrojonych w karabiny maszynowe i granatniki.

## Wydarzenia

### 18 stycznia

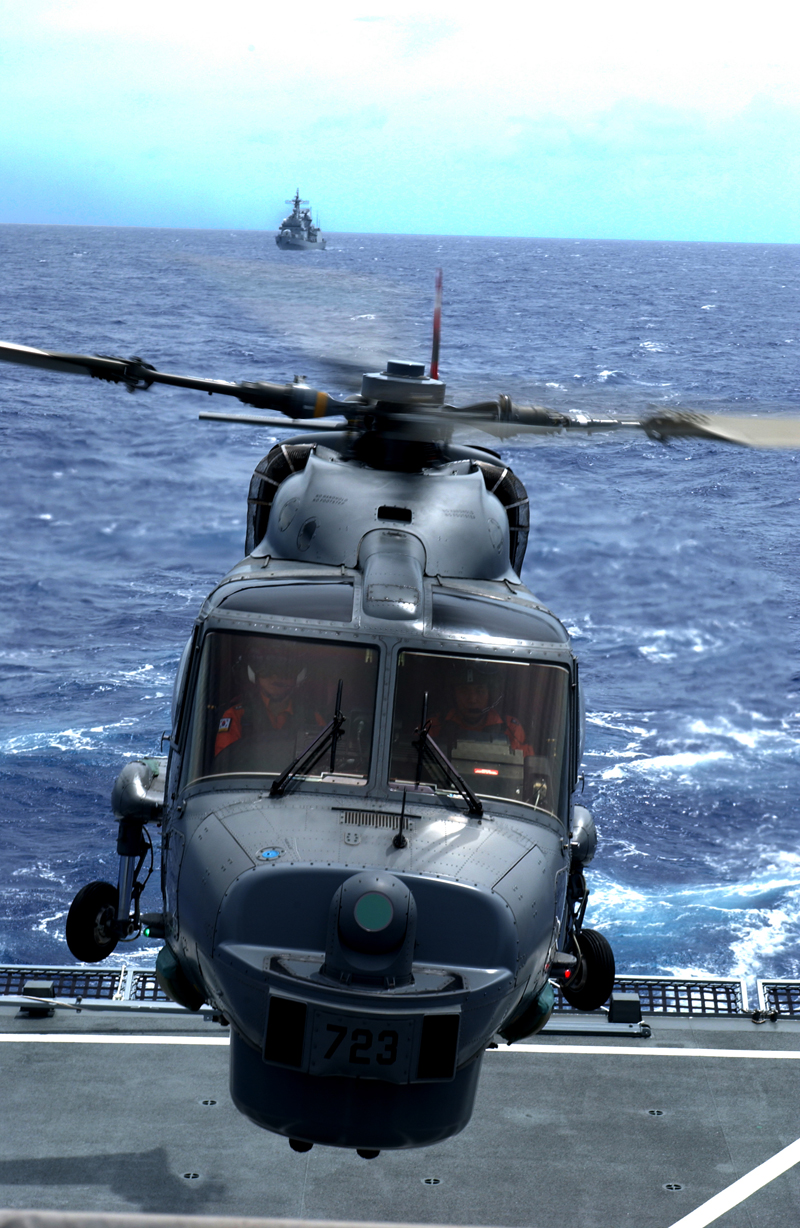
Śmigłowiec Marynarki Wojennej Republiki Korei Westland Lynx

18 stycznia piraci z „Samho Jewelry” zdecydowali się zaatakować statek bandery mongolskiej marynarki handlowej oddalony o 6 mil morskich od porwanego statku koreańskiego. Czterech piratów odpłynęło na motorówce w stronę kolejnego celu. W tym czasie dziesięciu komandosów próbowało zbliżyć się do „Samho Jewelry”. Doszło do wymiany ognia, w wyniku której trzech komandosów zostało rannych i wycofali się oni na pokład niszczyciela.
Na wieść o zbliżającej się do mongolskiego statku łodzi z piratami z pokładu niszczyciela wystartował śmigłowiec, który zaatakował czterech napastników przebywających na motorówce. Wszyscy zginęli, bądź wpadli do morza. Gdy mongolski statek bezpiecznie się oddalił, załoga DDH „Choi Yeong” odzyskała to co zostało z ostrzelanej łodzi porywaczy. Na pokładzie znaleziono trzy zardzewiałe karabinki AKM wraz z amunicją, małe drabiny używane podczas abordażu, kilka noży rybackich oraz narzędzia takie jak śrubokręt czy klucz. Wszyscy piraci posiadali jedynie sześć karabinków AKM, więc w wyniku ataku śmigłowca na motorówkę stracili połowę swojej broni i około jedną czwartą ludzi.
Po tych wydarzeniach koreańscy marynarze zdecydowali się przygotować szczegóły operacji odbicia statku. Raporty wywiadu sugerowały, że porywacze są wyczerpani i wezwali wsparcie z Somalii.

### 21 stycznia
Drugi atak na uprowadzony motorowiec „Samho Jewelry” rozpoczął się 21 stycznia o 04:58 czasu lokalnego około 700 mil morskich (1300 km) od wybrzeży Somalii. Koreańscy komandosi Brygady Walki Specjalnej Marynarki Wojennej Republiki Korei użyli trzech szybkich łodzi by dotrzeć do statku. Z pokładu niszczyciela wystartował także śmigłowiec, który wystrzelił kilka salw ostrzegawczych w stronę porwanego statku. Po dostaniu się na pokład koreańscy komandosi zostali zaatakowani przez piratów uzbrojonych w AKM oraz granatniki. W wyniku potyczki ośmiu piratów zostało zabitych, a pięciu zostało wziętych do niewoli. W trakcie wymiany ognia, ranny w brzuch został kapitan ż. w. „Samho Jewelry”, który po odbiciu statku został ewakuowany śmigłowcem wysłanym z amerykańskiego niszczyciela USS „Shoup”. Cała akcja trwała około pięciu godzin i została nazwana przez generała broni Lee Sung-ho z Koreańskiego Kolegium Połączonych Szefów Sztabów doskonałą operacją wojskową.

## Następstwa
Po sukcesie operacji Prezydent Republiki Korei Lee Myung-bak wystąpił w telewizyjnym przemówieniu, w którym pochwalił żołnierzy biorących udział w operacji oraz stanowczo zapowiedział, że każdy akt przemocy wymierzony przeciw obywatelom Republiki Korei napotka stanowczą reakcję. Operacja była postrzegana w mediach jako wielki sukces i przykład odpowiedniej reakcji rządu w przeciwieństwie do reakcji na liczne zaczepki ze strony KRL-D, w tym ostrzelania wyspy Yeonpyeong. Operacja Dawn of Gulf of Aden spowodowała, że część somalijskich piratów zdecydowała się szukać zemsty na Marynarce Wojennej Republiki Korei. Piraci oznajmili, że zamiast próbować zatrzymywać południowokoreańskie statki i porywać załogi dla okupu, będą je atakować, a ich celem będzie zabicie przebywających na statkach marynarzy.

### Postępowanie prawne
29 stycznia ogłoszono, że pięciu pojmanych piratów zostało przewiezionych do Republiki Korei i tam postawiono im zarzuty usiłowania zabójstwa oraz rabunku na morzu. Postępowanie karne toczyło się w mieście Pusan. Po przesłuchaniach schwytanych piratów Koreańska Straż Przybrzeżna ustaliła, że przywódca piratów – Abdi Risqe Shakh oraz jego zastępca – Suti Ali Harut zostali zabici podczas jednego z dwóch starć na morzu. Oskarżeni piraci twierdzili, że nie wiedzą kto z nich strzelał do kapitana porwanego statku. Śledczy podejrzewają o to Arai Mahomeda. Do zakończenia sprawy pięciu pojmanych piratów przebywa w areszcie.